# Alexandra Rodríguez de Ruiz
Alexandra R  DeRuiz también conocida como Alexandra Byerly (Ciudad de México, 14 de octubre de 1962 ), es una persona transfemenina, escritora, traductora, investigadora y consultora en temas de sexualidad y género, y activista transfeminista por los derechos humanos. Es cofundadora de El/La para Translatinas, organización sin fines de lucro  que apoya a las personas transgénero Latinas, en San Francisco, California. Utiliza el performance como un medio para denunciar y visibilizar las violencias transfóbicas, capitalistas, racistas y migratorias. Esta labor ha sido reconocida a través de varios premios a nivel nacional e internacional. 

## Biografía
A finales de los años 70, durante su adolescencia, migró a Estados Unidos, cruzando la frontera como indocumentada huyendo de la persecución, hostilidad y violencia que vivían en aquellos años las personas trans en México. 
Estudió psicología en el City College de San Francisco. Completó el entrenamiento de Trans Educación y Asistencia para Capacitación en Salud Trans (TEACH) en Bangkok, Tailandia.Concluyó estudios de Literatura y Escritura en la Universidad de El Claustro de Sor Juanay tiene una certificación de la Universidad de Dayton como instructora de inglés TEFL. 
Es consultora e investigadora independiente en temas de sexualidad y género, escritora publicada en España, México y Estados Unidos, así como profesora de inglés y traductora. Actualmente es directora de La Jauría Trans, colectiva virtual para las comunidades TRANS y No Binarias de la Ciudad de México.

### Activismo
Mientras trabajaba en un aeropuerto en Los Ángeles se enteró de que su amiga de la infancia Ana Fernández había sido asesinada en la ciudad de San Francisco. Este hecho impactó su vida de tal manera que decidió mudarse a San Francisco buscando hacer activismo por las personas trans. En entrevista ella describe sus motivos: 
Por supuesto, la victimización de las personas trans no termina cuando son asesinadas o violentadas, sino que los medios también se encargan de revictimizar a las personas trans: utilizando el deadname, el género equivocado, estereotipos… Cuando asesinaron a mi amiga, no la bajaban de “drogadicta, prostituta”; y más allá de eso, ella era una persona que luchaba, estaba tratando de sobrellevar su vida y mejorar su persona: estudiando, tratando de dejar el trabajo sexual… Me llegó mucho. Y yo me siento afortunada, tengo trabajo, estoy legalmente casada, legalmente soy una mujer. Todo este cuestionamiento me hizo empezar a abogar por las personas transmigrantes.
En 2006, junto con la activista Isa Noyola y la profesora Marcia Ochoa fundó en San Francisco California, El/La para Trans Latinas. Colaboró en esta organización hasta 2011.  

#### Translatinas
Acuñó el término Translatinas para referirse a las personas trans a las que apoyaba en la organización El/La para Trans Latinas. Se comenzó a utilizar dicho término ya que era difícil referirse a los participantes como transgénero, trans mujeres, o chicas trans; por lo que comenzó a llamarles Translatinas coo una formar de honrar que todas eran latinoamericanas que habían migrado a Estados Unidos. Con el tiempo este término se volvió sinónimo de empoderamiento para quienes lo utilizan ya que lo consideran una manera de respeto, visibilidad, y reconocimiento como un grupo de mujeres que luchan por sus derechos.  

### Regreso a México
Después de 34 años viviendo en Estados Unidos, decide regresar a la Ciudad de México, con la intención de instalarse por dos años para escribir un libro autobiográfico. Tras ver las condiciones precarias y violentas que el país ofrece a las mujeres y a las personas trans decidió quedarse a vivir de forma permanente para continuar con su activismo ahora en México. Desde su regreso a continuado su labor como educadora, investigadora, consultora y activista por los derechos humanos, especializada en sexualidad y género. 
Desde el 2021 se desempeña como directora del programa Jauría Trans, un programa que apoya a todas las poblaciones bajo el espectro trans y no binarie por medio de las redes sociales brindando acompañamiento a los servicios disponibles para el empoderamiento y bienestar de nuestras comunidades. 

## Obra artística

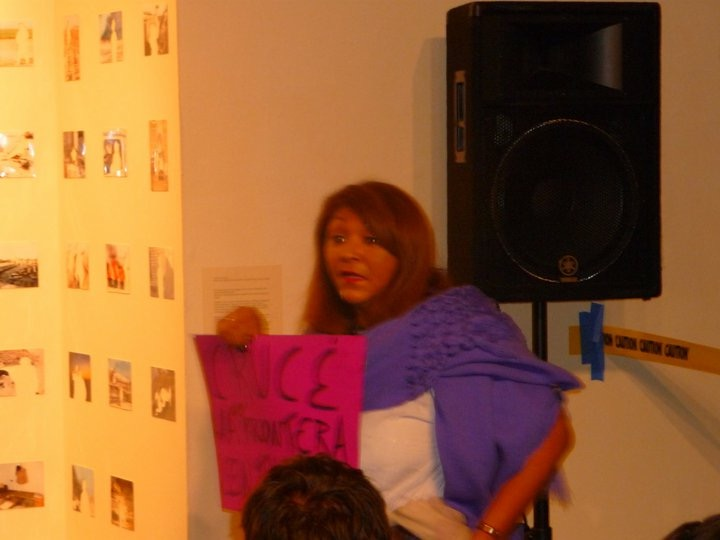
Alexandra Rodríguez (2007) en su performance "Crucé la fontera en tacones" durante el evento Queer Rebelion en la galería La Raza, en San Francisco California.

Por medio de sus obras, escritos y performances, Alexandra intenta visibilizar, denunciar y crear un diálogo, a través de explorar sus vivencias y experiencias como persona trans femenina, migrante y latina. Ella lo considera como una herramienta fundamental para su labor como activista de los derechos humanos.
En 2007 comenzó a hacer performances políticos en San Francisco California, en un evento llamado Queer Rebelion donde relató su experiencia cruzando la frontera. Posteriormente dirigió y produjo diversos eventos artísticos dirigidos a las mujeres latinas trans, así como a la comunidad LGBTTI+.
En 2016 colaboró en una antología titulada Trans Studies: The Challenge to Hetero/Homo Normativities con la cual busca crear un puente entre la academia y el activismo.  
Posteriormente en 2023 publicó un libro autobiográfico titulado Crucé la frontera en tacones (Egales, Madrid) en el que relata su huida de México a través de la frontera con Estados Unidos, donde tuvo que crear una vida desde cero.  

### Crónica Autobiográfica
- 2023: Crucé la frontera en tacones. Crónicas de una TRANSgresoraPortada del libro Crucé la frontera en tacones. Crónicas de una transgresora, editado en España por Editorial Egales.

Portada del libro Crucé la frontera en tacones. Crónicas de una transgresora, editado en España por Editorial Egales.

### Ensayos

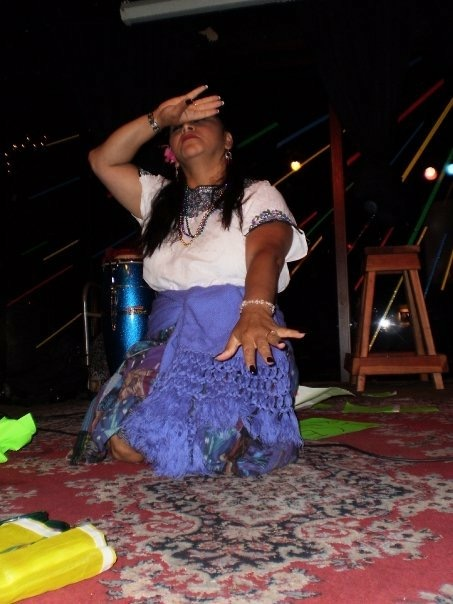
Alexandra Rodríguez en uno de sus performances en San Francisco, California

Ha publicado varios ensayos tanto en España,  México y  Estados Unidos. Entre ellos se encuentran: 
- 2023: Alexandra R. DeRuiz / Nota introductoria de Lía García

- 2019: Un grito colectivo
- 2018: La cultura trans: afrontando retos y resistiendo al estigma desde la mirada del activismo. [13]
- 2018: Jotas, vestidas, cuinas, locas y mariposas: historias del movimiento trans en la ciudad de México. [14]
- 2017: Queers resisting Trump and white supremacy in Mexico City. [15]

### Performances
- 2020: Un grito queer transmigrante. [16]
- 2015: A Los 41 Nos Faltan 43: Un Grito Queer por Ayotzinapa.
- 2008: Fabul-8. El cual fue un evento de música, poesía, teatro y artes visuales protagonizado por mujeres trans sobrevivientes de violencia, adicción, trabajo sexual y del VIH.
- 2007: Crucé la frontera en tacones.
- 2007: Ángeles y Nubes; Historias de Sobrevivencia en Los Tiempos de Durazo.

## Reconocimientos
Su trabajo como activista ha sido reconocido en múltiples ocasiones y por diversas instituciones. Entre ellos se encuentran:
- 2019: Compton’s Riots Transgender Pioneer Award. Otorgado por el Compton's Transgender Cultural District, en reconocimienro a su legado como activista de las personas trans latinas. [17]
- 2011: Premio Vanguardia, otorgado por The Transgender Law Center. Esto en reconocimiento a su labor para dar avance a los derechos legales de personas transgénero en la ciudad de San Francisco, California.
- 2009: Reconocimiento especial otorgado por Bay Area National Latino AIDS Awaraness Day por su labor en la defensa de los derechos y la salud de las personas trans latinas.